# ハッカーの良心
ハッカーの良心（ハッカーのりょうしん、英: The Conscience of a Hacker）は、1986年にWeb上に公開されたハッカーの行動原理・基本原則を表した短い文章。多くの影響を与えたとされる。「The Hacker Manifesto」あるいは「Hacker's Manifest」とも記述される事があるため、「ハッカー宣言」などと訳される事もあるが、様々なハッカーグループによる宣言は多数あり、同名の書籍もあり、紛らわしい事からハッカーの良心と訳される例が多い。

## 概要
1986年1月8日に記述された。英文2796文字（タイトルおよび飾り付けの記号含む）からなる短い文章で、逮捕直後に記述したと見られており、幾分に感情的あるいは情緒的・文学的表現が見られる事から「エッセイ」と記述される例もある。作者は1970年代から活動していたハッカーのロイド·ブランケンシップであり、彼はハッカーグループ「Extasyy Elite」と「Legion of Doom」のメンバーとされる。この文章に強く影響を受けて、オランダアムステルダムでの世界ハッカー大会において「世界ハッカー宣言」が行われ、それに伴い「ハッカーの良心」も知られるようになった。このハッカーの良心に触発されて行われた世界ハッカー宣言は「どんなものであれ、情報を媒介するツール、ならびにシステムは全面的かつ包括的に無料であらねばならない」との内容であったと当時翻訳に携わった雑誌記者は伝える。また、オープンソースやフリーソフト化の流れに大きく影響を与えたとされ、一部では盛んにプリントされ、ハッカーの標語としてTシャツなどに印刷したものが作られ、また、フイルムに多数引用されたと伝えられる。なお、時代背景として、当時のネット接続料は極めて高く、個人負担するには家計圧迫度が高かった事が考えられる。

## 本文
以下、hacker-ethikに記載された英文からの意訳。
これは、逮捕された直後の1986年1月8日に書かれた。
コンピュータ犯罪でティーンエイジャー逮捕、ハッカー預金改竄して逮捕…
ちぇ、彼らはみな似ている。
しかしだ、少しの心理学とずっと昔のコンピュータ知識でハッカーの目から逃れられるのか？
一体何が彼を舌打ちさせて、何が彼を尖らせたのか、何が彼を形作ったのは考えたことはある？
私はハッカーだ、私の話をしよう…
私の話は学校からはじめよう…私は他の子供より賢く、奴らが私に言うことは退屈だった…
劣等生どもめ。奴らはみな似ている。
中学生か高校生のころだ。私は先生たちが15回、計算のやり方を説明するのを聞いていた。
私は理解したよ。
「いや先生、おれはやらなかった。頭の中で計算した……」
ちぇ。劣等生どもと先生は同じだよ。彼らは、みな似ている。
今、発見をした。コンピュータを見つけた。ちょっと待て、これは凄い。これは私の希望を叶える。
これが失敗するなら、それは私がこれを台無しにしたからだ。
これが私を好きじゃないからじゃない……
又は、私に脅えているからじゃない……
又は、傲っているからじゃない……
又は、教えるのが好きじゃなくここから離れたいからじゃない……
ちぇ。これのやることは全部ゲームだよ。みな似ている。
そうしてそれは起こった・・・世界へのドアが開いたんだ・・・
まるでヘロインが中毒者の血管を通るかの様に、電話線を通って電子通信は送り出され、
無駄な日々からの逃げ場になっている…そこに掲示板があったんだ。
「これだ…これが私の居場所だ…」
みんなここにいる…一度も会ったことがなく、決して話したことのない人
二度と声を聞くことがないかも知れない…でも、私はお前らを知っている…
ちぇ、また電話線を繋ぐ。彼らはみな似ている…
きっと私たちはみな似ているんだ…私はステーキに飢えていて、学校では離乳食しか貰えなかった
口にした肉が粗末でまずい事。
私は残酷に支配されて、冷たい人間に無視されていた。
少しの先生は、私たちをやる気ある生徒とみていたが、それは砂漠のたったの一滴。
今これが私たちの世界だ…電子の世界に入り、ボードの美しい世界。
不当な利得をむさぼる連中がいなければ、格安だっただろうサービスを
それを、私たちは支払わずに使う
そして人は私たちを犯罪者と呼ぶ。
私たちは探している…そして他人は私たちを犯罪者と呼んでいる。
肌の色、国籍、信仰、そんなものに関わらず私たちは存在する…そして他人は私たちを犯罪者と呼ぶ。
人は原子爆弾を作り、人は戦争を行い、人は殺人、詐欺をし、私たちに嘘を言い、私たちにそれこそが善のためだと信じさせる、だが私たちは犯罪者だ。
そう、私は犯罪者。
私の罪は、好奇心の罪だ。
私の罪は、人を見た目で判断せず、何を喋り、何を考えるかで判断する罪だ。
私の罪は、人を出し抜く罪、決して人が許さない何かだ。
私はハッカーだ、そしてこれは私のマニフェストだ。
私は止められても、私たち全員は止められない…つまるところ、私たちはみな似てる。